# Charles Edouard Guillaume
Charles Edouard Guillaume (Fleurier, 15 febbraio 1861 – Sèvres, 13 giugno 1938) è stato un fisico svizzero, nato in Svizzera nel canton Neuchâtel, Premio Nobel per la fisica nel 1920.

## Biografia
Nacque in una famiglia di orologiai svizzeri. Studia al ginnasio e all'accademia di Neuchâtel per poi essere ammesso nel 1878 al Politecnico federale di Zurigo.
Nel 1883 venne assunto al Bureau International des Poids et Mesures con sede a Sèvres in Francia, di cui divenne direttore dal 1915 al 1936.
I suoi studi principali verterono sull'utilizzo del termometro a mercurio, e sulle ricerche inerenti all'acciaio ed al nichel. Scoprì l'invar, l'elinvar e la platinite.
Per queste scoperte venne insignito del Premio Nobel nel 1920.

## Riconoscimenti
Gli è stato dedicato il cratere lunare Guillaume.